# Il comandante Robin Crusoe
Il comandante Robin Crusoe (Lt. Robin Crusoe, U.S.N.) è un film del 1966 scritto e prodotto da Walt Disney.
Il film si basa sul romanzo di Daniel Defoe Robinson Crusoe. La US Navy cooperò nel film permettendo al produttore di ambientare l'inizio e la fine del film sulla portaerei  USS Kitty Hawk; Walt Disney fece così in modo che la prima mondiale del film fosse proiettata sulla nave.

## Trama
Mentre è  in volo su di un caccia della marina statunitense, il comandante Robin Crusoe, a causa di un'emergenza, si eietta sul Pacifico. Dopo essere rimasto in mare per diversi giorni giunge in un'isola deserta, dove prepara un riparo rudimentale ed alcuni attrezzi basilari. Mentre esplora l'isola trova un sottomarino giapponese abbandonato durante la seconda guerra mondiale, in cui rinviene una gran quantità di attrezzatura di sopravvivenza e Floyd, un'astroscimmia americana. Assieme a Floyd, costruisce una capanna basata su piani giapponesi.
Tempo dopo Crusoe si imbatte in una ragazza apparentemente del luogo, che chiama Mercoledì: viene così a sapere che sull'isola c'è un enorme idolo, Kaboona, a cui si tributano sacrifici umani, e che Mercoledì si trovava sull'isola come vittima designata dal padre Tanamashu, che sostiene di poter parlare con la statua.
Un giorno Tanamashu giunge sull'isola, e Crusoe, per farlo fuggire, usa dei fuochi artificiali trovati nel sottomarino, che tuttavia distruggono anche Kaboona. Dopo lo scontro Tanamashu si arrende ma, quando impone a Crusoe di sposare Mercoledì, egli rifiuta, provocando l'ira di Mercoledì, che tenta di ucciderlo. Fortunatamente per Crusoe un elicottero militare americano sta viaggiando sull'isola, riuscendo a portare a bordo lui e Floyd, che a bordo della portaerei viene riconosciuto, diventando presto l'attrazione a scapito di Crusoe.